# El Puente del Arzobispo
El Puente del Arzobispo är en ort i Spanien.   Den ligger i provinsen Toledo och regionen Kastilien-La Mancha, i den centrala delen av landet, 140 km sydväst om huvudstaden Madrid. El Puente del Arzobispo ligger 340 meter över havet och antalet invånare är 1 478.
Terrängen runt El Puente del Arzobispo är huvudsakligen platt, men åt sydost är den kuperad. El Puente del Arzobispo ligger nere i en dal.Runt El Puente del Arzobispo är det mycket glesbefolkat, med 3 invånare per kvadratkilometer. Närmaste större samhälle är Calera y Chozas, 18,5 km nordost om El Puente del Arzobispo. Trakten runt El Puente del Arzobispo består i huvudsak av gräsmarker.